# صفربرفی
صفربرفی، روستایی از توابع بخش شیب‌آب شهرستان زابل در استان سیستان و بلوچستان ایران است.

## جمعیت
این روستا در دهستان لوتک قرار دارد و براساس سرشماری مرکز آمار ایران در سال ۱۳۸۵، جمعیت آن ۲۷۴ نفر (۶۰خانوار) بوده‌است.